# Nanomaterial
Nanomaterialien sind chemische Stoffe oder Materialien mit einer Partikelgröße von 1 bis 100 Nanometern in mindestens einer Dimension.

## Natürliche Nanomaterialien
Einige Beispiele aus der belebten Natur: Die Feinstruktur von Foraminiferen und Viren (Kapsid), die Wachskristalle auf der Oberseite eines Lotos- oder Brunnenkresseblattes, Seide (wie Raupen-, Spinnen-, Spinnmilbenseide und Byssus), das Exoskelett der Gliederfüßer (mit Füßen, Antennen und Mundwerkzeugen), die blaue Färbung von Vogelspinnen, die Hafthärchen an Geckofüßen, Schmetterlingsschuppen, Kollagenfibrillen, natürliche Kolloide (wie Milch, Blut), verhornte Gewebe (wie Haut, Krallen, Schnäbel, Federn, Hörner, Haare), Leitbündel, Xylem, Baumwolle, Perlmutt, Korallen und unsere Knochenmatrix sind natürliche organische Nanomaterialien.
Natürliche anorganische Nanomaterialien sind das Produkt natürlicher Erosion (Tonminerale) und/oder vulkanischer Aktivität (Opal), aber auch Waldbrände.
Durch gezieltes Brennen entstehen mineralische Pigmente, Zement, pyrogene Kieselsäuren etc.

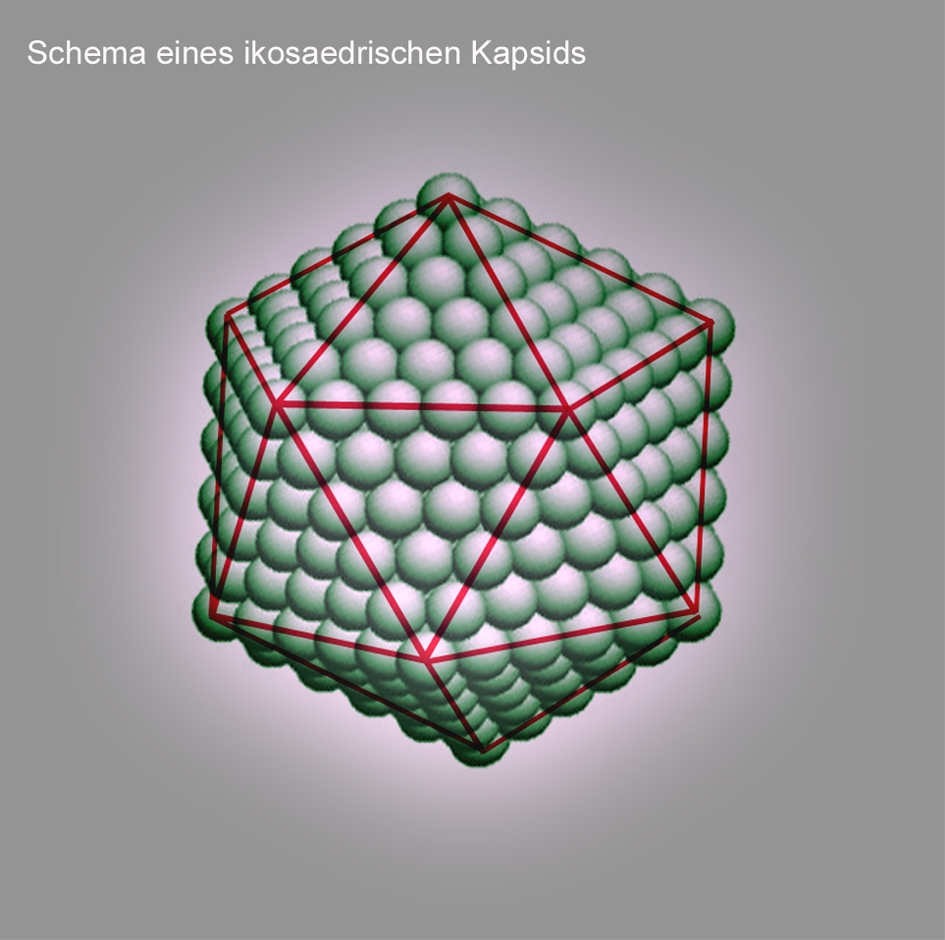
Schema eines ikosaedrischen Kapsids (Die Kugeln entsprechen den einzelnen Kapsomeren.)
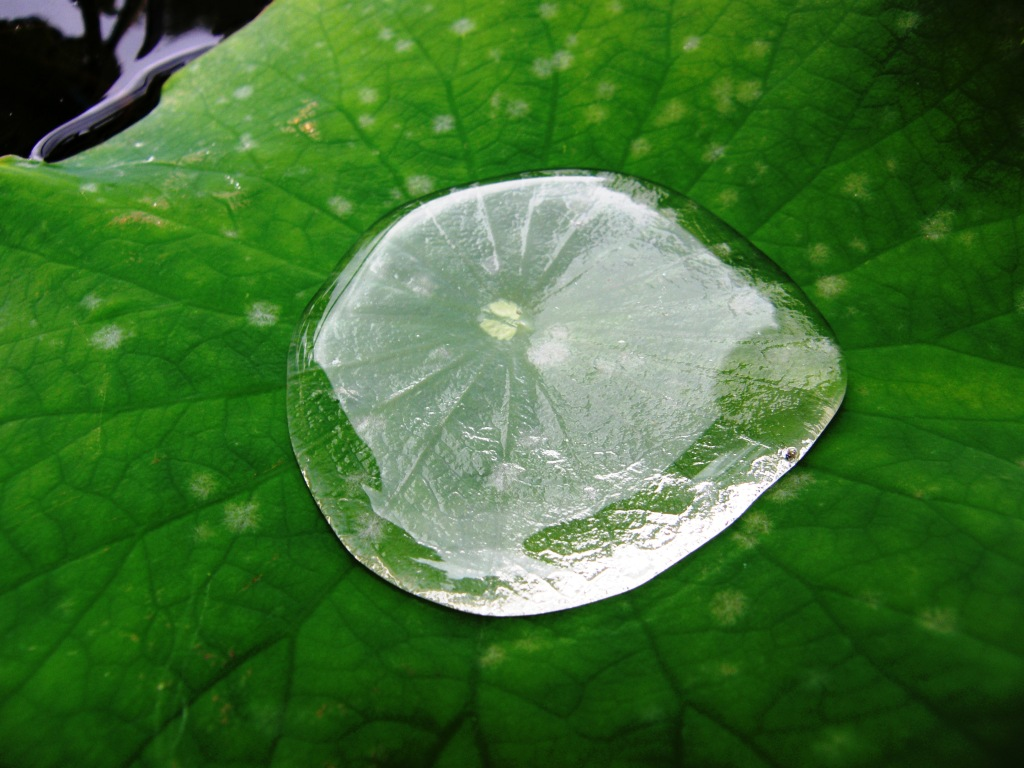
Lotuseffekt, wasserabweisender Effekt mit Selbstreinigungsfähigkeit
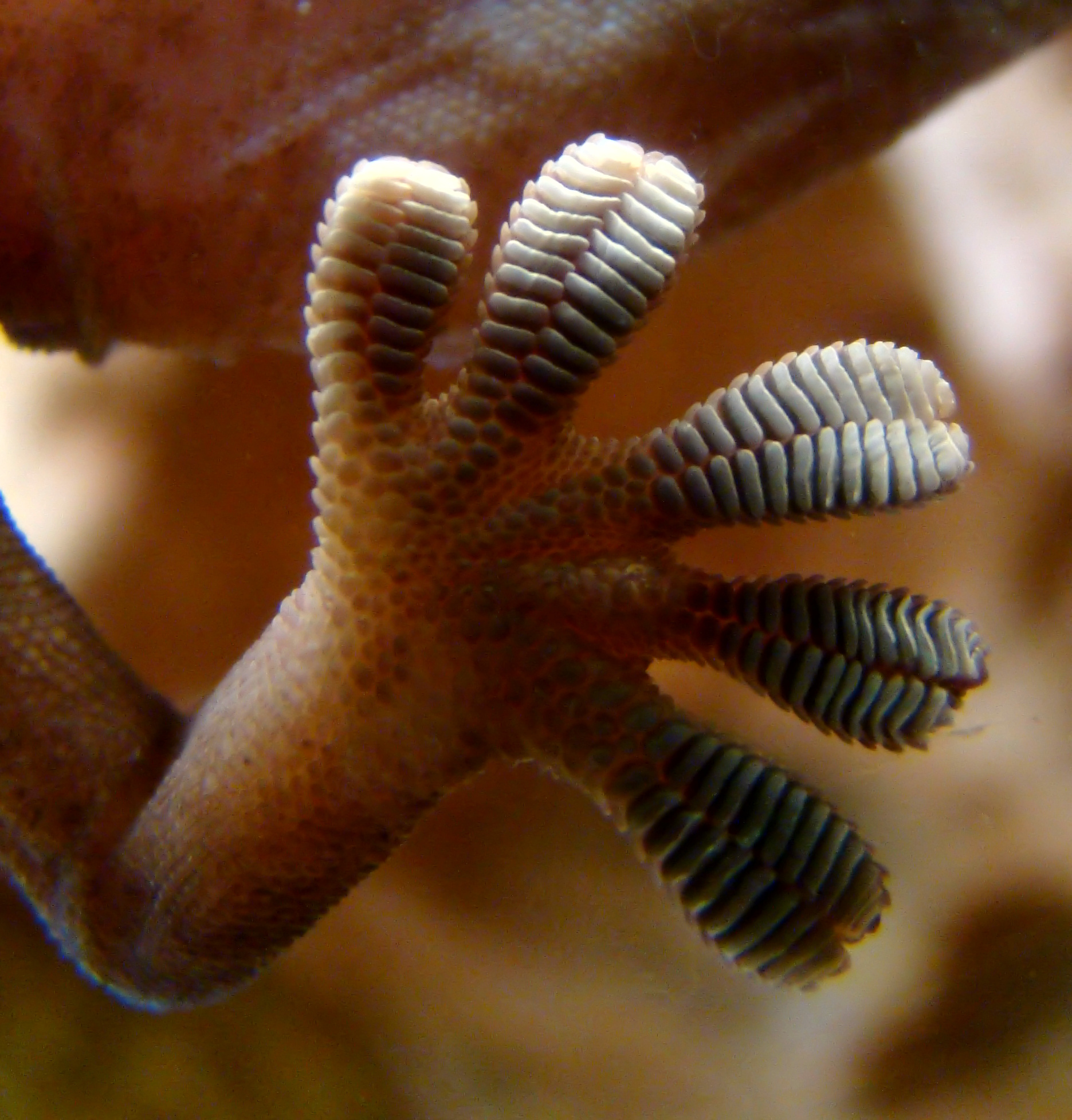
Nahaufnahme der Unterseite eines Geckofußes, der auf einer Glaswand läuft (Hafthärchen: 200 × 10-15 nm).
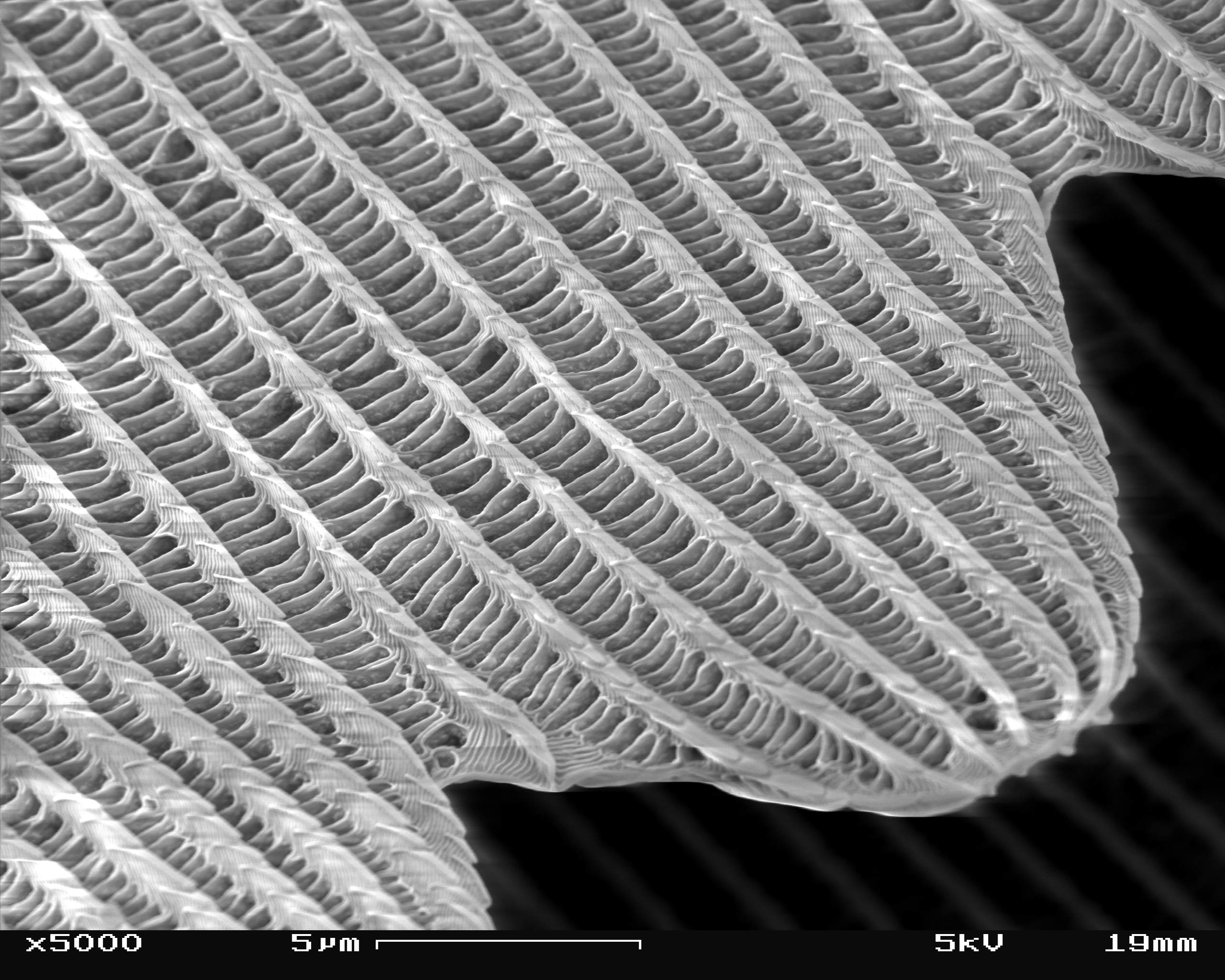
REM-Aufnahme der Feinstruktur einer Schmetterlingsschuppe (× 5000)
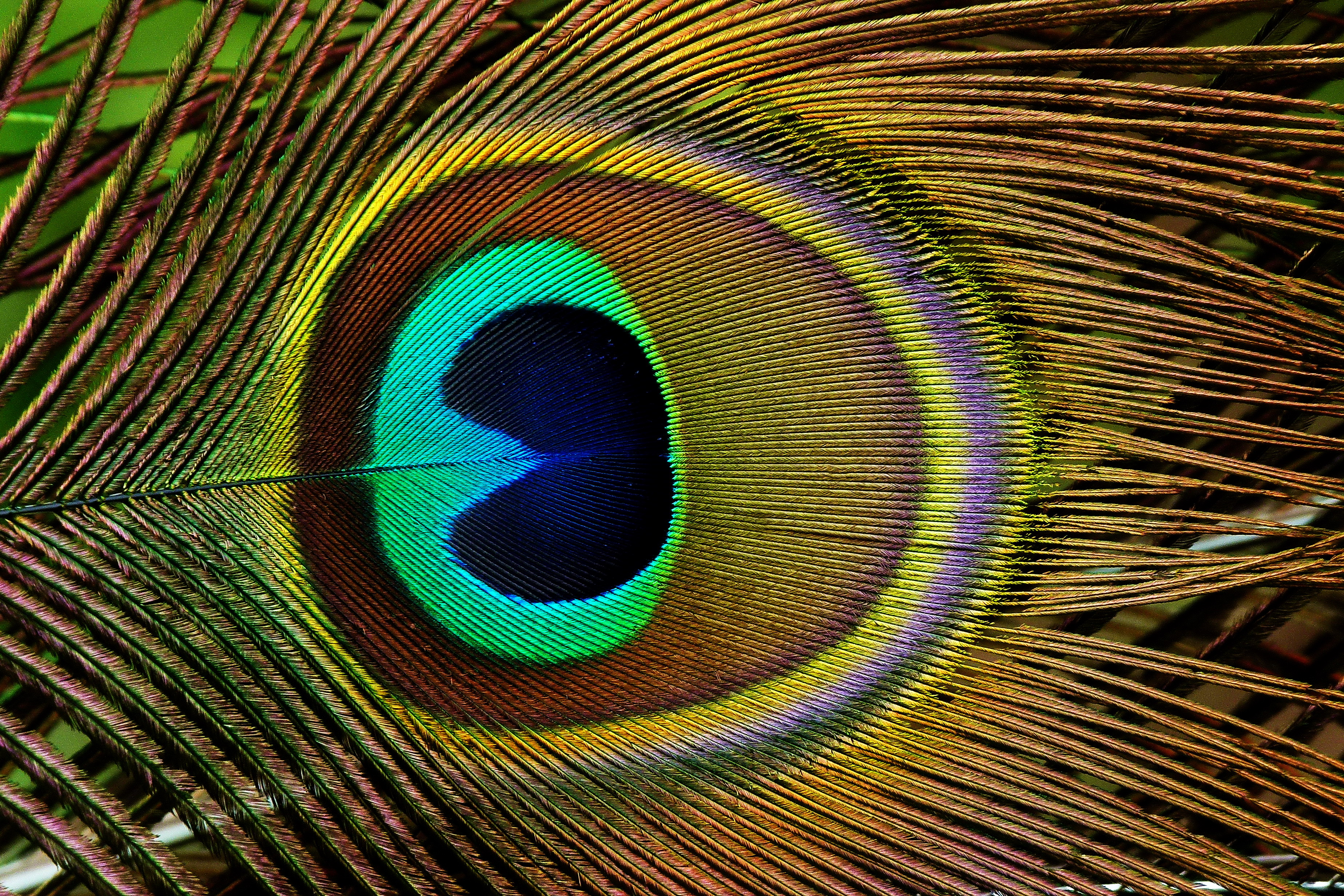
Pfauenfeder (Ausschnitt)
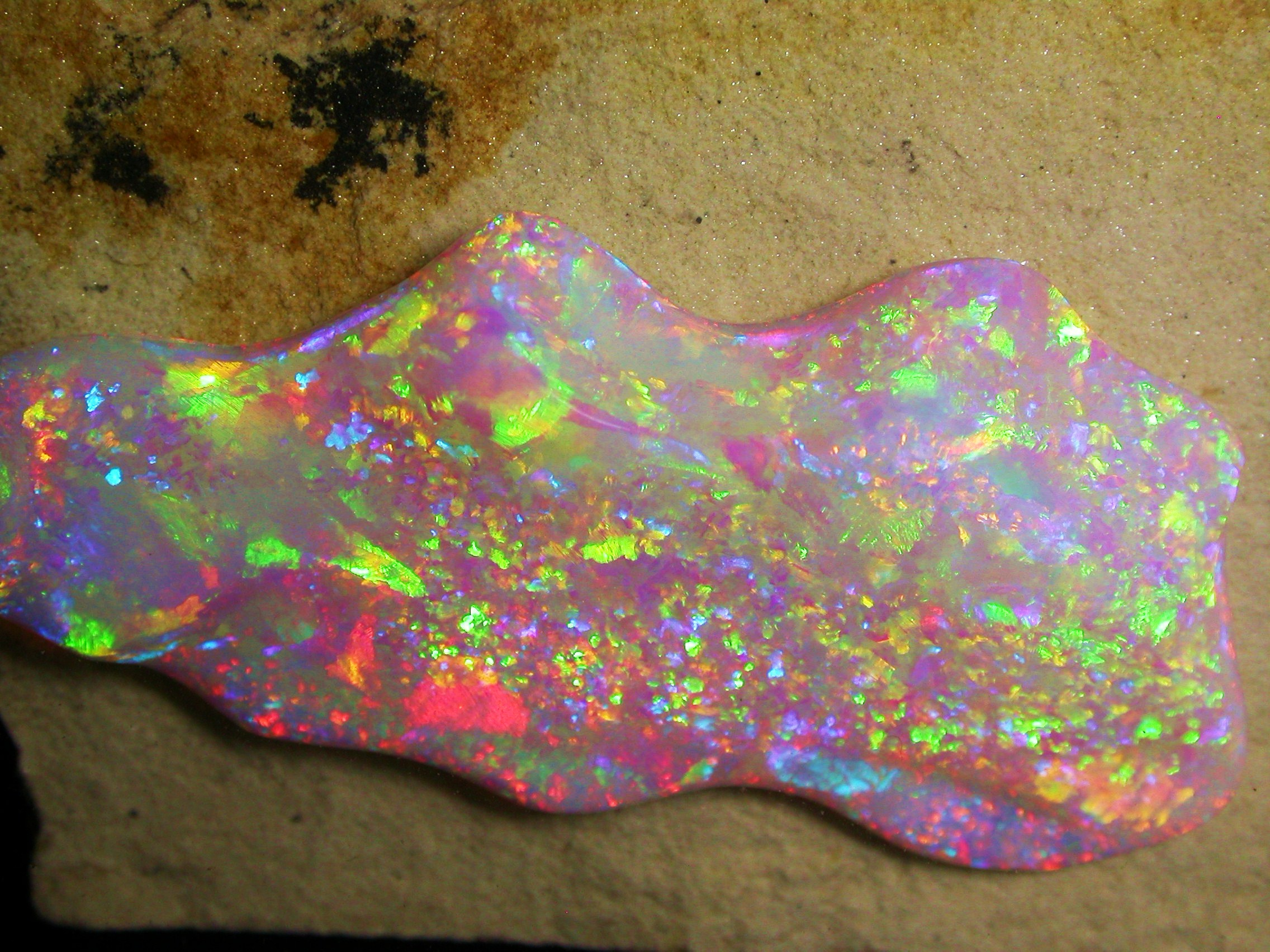
Brasilianischer Opal. Das Opalisieren entsteht durch Reflexion und Interferenz des Lichtes zwischen Kieselgelkügelchen (150 bis 400 nm).
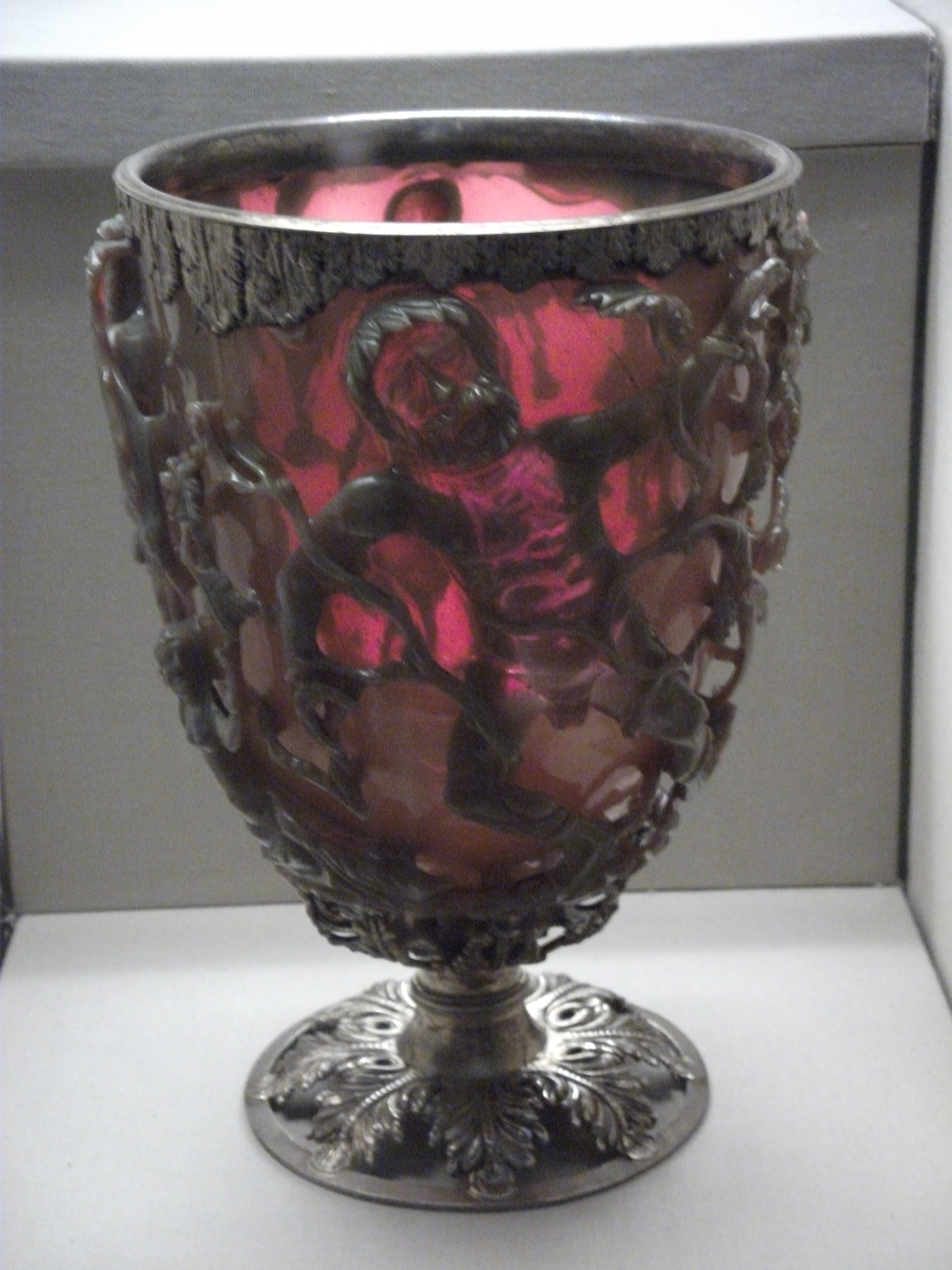
Becher des Lykurgus, Glas, 4. Jhd., römisch.  Gold- und Silber-Nanopartikel (70 nm) dispergiert in Kolloidform sorgen für die Zweifarbigkeit (Dichroismus, rot/grün).
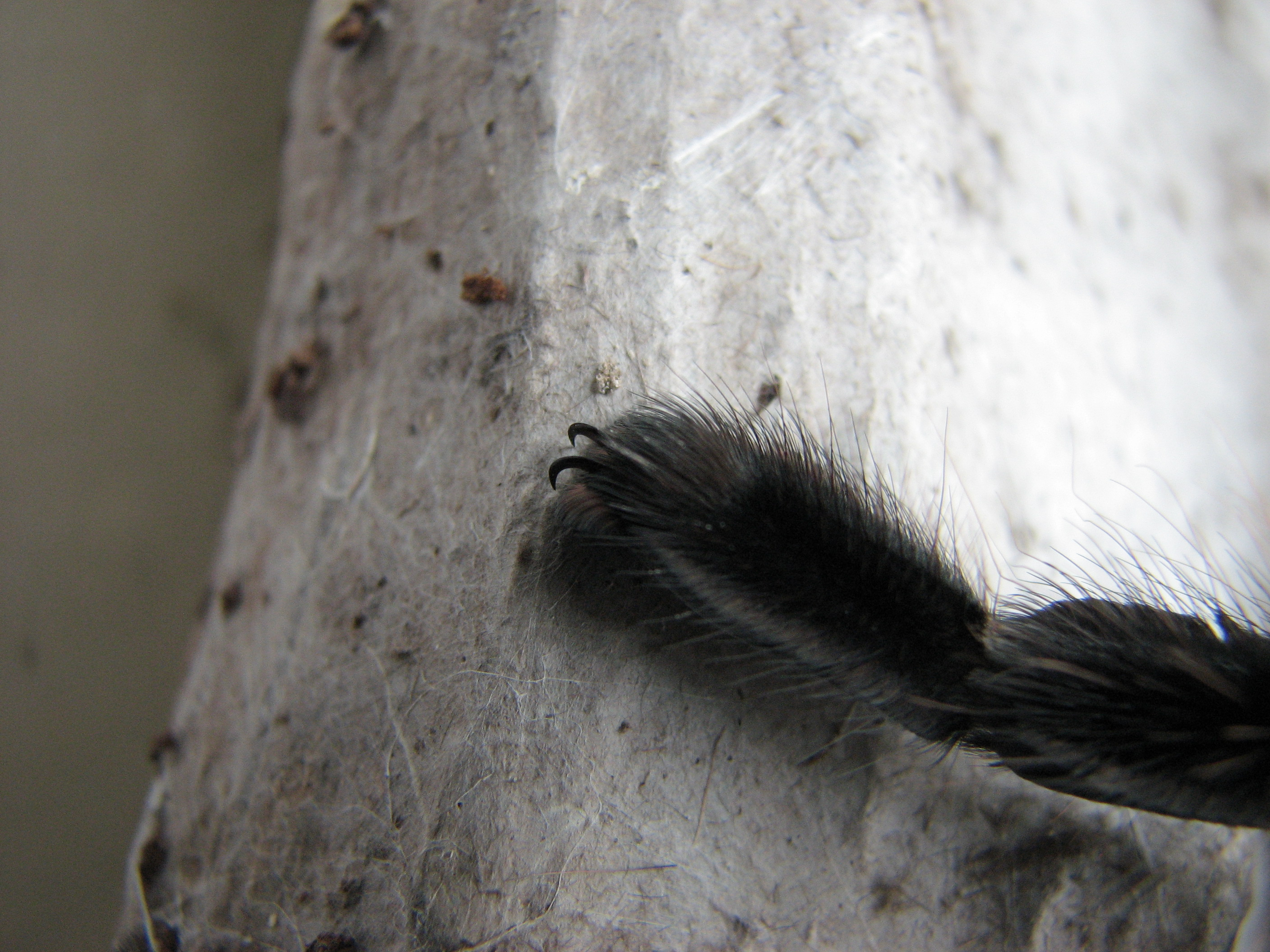
Blaue Färbung einer Spezies von Vogelspinne (450 nm ± 20 nm)

## Synthetische Nanomaterialien
Materialien, die aus Fullerenen (Kohlenstoff-„Fußbällen“ oder Nanoröhrchen), Industrierußen oder Nanoteilchen (Nanopartikel, Metallen, Metall- und Halbmetalloxiden, Metallsulfiden, Halbleitern oder Polymeren) zusammengesetzt sind.

### Marktgröße
Der Weltmarkt für (vorwiegend synthetische) Nanomaterialien wird für 2011 auf 11 Millionen Tonnen mit einem Wert von 20 Milliarden Euro geschätzt.

## Rechtliche Definition
Die Definition von „Nanomaterial“ variiert stark zwischen verschiedenen Institutionen.
Als Nanomaterialien werden nach der Europäischen Kommission seit dem 18. Oktober 2011 Materialien bezeichnet, welche sich aus Nanoobjekten (1 nm bis 100 nm) im ungebundenen Zustand, d. h. aus Aggregaten oder Agglomeraten, zusammensetzen und mehr als 50 Prozent an Nanoobjekten in der anzahlgewichteten Partikelgrößenverteilung aufweisen. Erfasst werden damit alle natürlichen, bei Prozessen anfallenden und hergestellten Materialien. Bis Dezember 2014 soll diese Definition im Lichte der gewonnenen Erfahrungen und der wissenschaftlichen und technologischen Entwicklungen überprüft werden. Dafür wurde im Auftrag der EU-Kommission in einem ersten Schritt eine Informationssammlung zu Erfahrungen mit der Definition erstellt und veröffentlicht.
Frankreich hat die Registrierung von Nanomaterialien auf Basis der EU Definition vor dem Import gesetzlich geregelt. Belgien und Dänemark planen eigene Datenbanken zur Registrierung von Nanomaterial mit deutlich veränderten Definitionen.
Dagegen schlägt das Umweltbundesamt (Deutschland) eine einheitliche europaweite Regelung und Registrierung aller Produkte vor, die Nanomaterial enthalten.
International sind die Begriffe und Definitionen der Nanotechnologie in der Norm ISO/TS 80004-1:2015 festgelegt.

### Kritik
Kritisiert wird an der Definition, dass sie zu breit gefasst sei und damit auch jahrhundertealte Materialien wie mineralische Pigmente oder Alltagsprodukte erfasst würden. So können Materialien, die aus groben Partikeln bestehen und ein wenig Abrieb enthalten, als Nanomaterial eingestuft werden, während ein feines Pulver mit einer schmalen Korngrößenverteilung und einem Mittelwert von 110 nm nicht unter die Definition fiele.
Dazu kommt, dass keine zuverlässige Messmethode existiert, mit der alltägliche Pulver eindeutig als Nanomaterial oder nicht eingestuft werden können.